# Mitsui Chemicals
Mitsui Chemicals (三井化学株式会社 Mitsui-Kagaku Kabushiki-gaisha) er en japansk kemivirksomhed. De har hovedkvarter i Tokyo og er en del af Mitsui. Produkterne er primært styrkematerialer, petrokemikalier & basiskemikalier og funktionelle polymerer.
Mitsui Chemicals blev etableret i 1968 ved en fusion mellem Toyo Koatsu og Mitsui Chemical Industry.